# Flor Meléndez
Flor Meléndez Montañez (Cidra, 12 gennaio 1947) è un ex cestista e allenatore di pallacanestro portoricano.

## Carriera
Ha guidato l'Argentina ai Campionati mondiali del 1986 e ai Giochi panamericani di Indianapolis 1987 e Porto Rico a due edizioni dei Campionati americani (1980, 2011) e a tre dei Giochi panamericani (San Juan 1979, Caracas 1983, Guadalajara 2011).
Ha inoltre guidato Panama ai Campionati americani del 1993.

## Palmarès

### Allenatore
- Coppa Intercontinentale: 1

Obras Sanitarias: 1983